# 프랑수아 델사르트

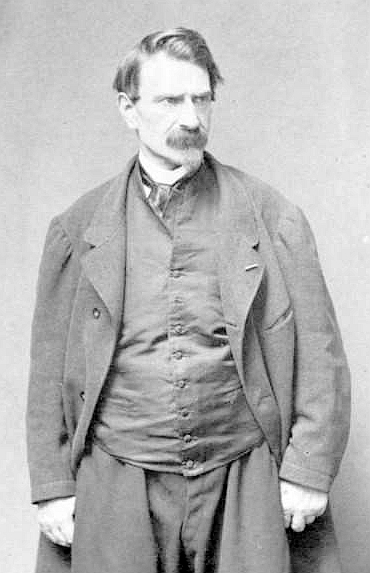
1864년 모습

프랑수아 델사르트(François Delsarte, François Alexandre Nicolas Chéri Delsarte, 1811년 11월 19일 – 1871년 7월 20일)는 프랑스의 가수, 연설가, 코치였다. 그는 작곡가로서 약간의 성공을 거두었지만 주로 노래와 낭송(웅변)의 교사로 알려져 있다.

## 응용 미학
델사르트는 노르의 솔레스메스(Solesmes)에서 태어났다. 그는 파리 음악원의 학생이 되었고 한동안 오페라 코미크의 테너였으며 몇 곡을 작곡했다. 음악원에서 노래를 공부하는 동안 그는 연기를 가르치는 임의의 방법에 만족하지 못했다. 그는 인간이 다양한 감정 및 실제 상황에서 어떻게 움직이고, 행동하고, 반응하는지 연구하기 시작했다. 실생활과 모든 종류의 공공 장소에서 사람들을 관찰함으로써 그는 결국 응용 미학의 과학이라고 불리는 특정 표현 패턴을 발견했다. 이것은 인체의 모든 표현 요소를 포괄하는 음성, 호흡, 운동 역학에 대한 철저한 조사로 구성되었다. 그의 희망은 감정의 물리적 표현에 대한 정확한 과학을 발전시키는 것이었지만 목표를 달성하기 전에 사망했다.